# Adenocarcinoma acinoso
L'adenocarcinoma acinoso è un sottotipo istologico di neoplasia delle ghiandole diagnosticata quando le cellule maligne cuboidali e/o colonnari nel tessuto neoplastico formano acini e tubuli. È una forma comune di cancro che colpisce le ghiandole dei polmoni e della prostata.

## Adenocarcinoma acinoso del polmone
L'adenocarcinoma ("adeno" = "ghiandola", "carcinoma" = cancro dell'epitelio) è il tipo più comune di cancro ai polmoni negli Stati Uniti, in Giappone e in gran parte dell'Europa occidentale, sebbene sia la seconda forma più comune nelle parti orientali del Europa (dopo carcinoma a cellule squamose). Gli adenocarcinomi sono neoplasie eccezionalmente eterogenee, che si verificano in quattro principali architetture tissutali (acinose, papillari, bronchioloalveolari e solide) e in diverse varianti più rare. Più comunemente, tuttavia, queste lesioni mostrano una miscela di due o più sottotipi o varianti e sono sottoclassificate come "adenocarcinoma con sottotipi misti".
In Cina, paese con il maggior numero di fumatori e casi di cancro al polmone nel mondo, è di gran lunga il sottotipo istologico più comune di adenocarcinoma, che comprende circa il 40% di tutti gli adenocarcinomi, e la sua incidenza è aumentata significativamente negli ultimi decenni. In Europa, l'adenocarcinoma acinoso è il carcinoma principale in almeno il 50-60% di tutti gli adenocarcinomi.
L'adenocarcinoma acinoso del polmone è una malattia altamente letale. I tassi di sopravvivenza complessivi a cinque anni si aggirano dal 16% al 22%. Generalmente, la sopravvivenza è migliore in tutti gli stadi per i pazienti con pattern acinoso (o papillare) rispetto ai pazienti con pattern solido, ma considerevolmente peggiore rispetto a quelli con pattern bronchiolo-alveolare. La sopravvivenza è significativamente migliore nei pazienti i cui tumori sono ben differenziati (cioè le ghiandole e/o i tubuli sono completamente sviluppati) rispetto a quando scarsamente differenziati (cioè con ghiandole rudimentali).
Alcuni studi suggeriscono che gli oncogeni H-ras e fes sono importanti fattori di oncogenesi in molti tumori polmonari di tipo acinoso.

## Adenocarcinoma acinoso della prostata
Adenocarcinoma acinoso è la forma più comune tra le forme maligne di tumore della prostata.
L'adenocarcinoma acinare rappresenta infatti l'istotipo più frequente. Nel 70% dei casi l'adenocarcinoma acinoso origina dalla porzione periferica, con tipica localizzazione posteriore. Su questa caratteristica si fonda il razionale dell'esplorazione rettale. Fra le varianti, più rare, si ricordano:
- Carcinoma squamoso, così chiamato per la degenerazione epitelioide spontante di una neoplasia a differenziazione ghiandolare o in seguito a trattamento ormonale.
- Adenocarcinoma duttale, origina dalle cellule dei dotti prostatici e ha prognosi peggiore rispetto all'adenocarcinoma classico.
- Carcinoma a piccole cellule, istotipo più aggressivo, origina da cellule neuroendocrine intercalate nel contesto del parenchima prostatico.
- Carcinomi mucinosi della prostata, neoplasie che si caratterizzano per la tendenza a produrre elevate quantità di muco.
- Neoplasie mesenchimali, come sarcomi o linfomi, molto rari.[10]